# Amélie Awong
Amélie Awong, née le 9 juin 1994 à Paris, est une épéiste française.

## Carrière
Amélie Awong est sacrée championne de France 2015 à l'épée individuelle.
Elle remporte la médaille d'or par équipes à l'Universiade d'été de 2015.